# Raión de Orzhytsia
Órzhytsia (en ucraniano: Оржицький район) fue un raión o distrito de Ucrania en el óblast de Poltava. En la reforma territorial de 2020, su territorio fue incluido en el raión de Lubný.
Comprendía una superficie de 1000 km².
La capital era el asentamiento de tipo urbano de Órzhytsia.

## Demografía
Según estimación 2010 contaba con una población total de 26344 habitantes.

## Otros datos
El código KOATUU es 5323600000. El código postal 37700 y el prefijo telefónico +380 5357.